# Rosa Passos
Rosa Passos, all'anagrafe Rosa Maria Farias Passos (Salvador, 13 aprile 1952), è una cantante e musicista brasiliana.

## Biografia
Rosa Passos ha iniziato a suonare il pianoforte all'età di tredici anni, per poi passare alla chitarra. I suoi punti di riferimento musicali sono sempre stati Dorival Caymmi e João Gilberto.
Alla fine degli anni '60 ha iniziato ad apparire in televisione e in festival musicali. Nel 1972 ha presentato la canzone Mutilados sotto uno pseudonimo al Festival Universitario del Globo Network, riuscendo anche a vincere il primo premio. Ha registrato il suo album di debutto nel 1978, lavorando con il poeta Fernando de Oliveira. Negli anni '90 ha inciso diversi album di successo. Ha girato l'Europa nel 1999 con Paquito D'Rivera e poi da sola nel 2000, anno in cui si è anche esibita per la prima volta in Giappone. Nel 2004 il suo album Amorosa, uscito negli anni 80, è stato ripubblicato e ha attirato interesse negli Stati Uniti, raggiungendo la settima posizione nella classifica Billboard World Music. Nel 2008 Rosa Passos ha ricevuto un dottorato onorario in musicologia dal Berklee College of Music insieme a Philip Bailey, Maurice White e Steve Winwood. 

## Discografia
- Recriação (1979)
- Amorosa (1988)
- Curare (1991)
- Festa (1993)
- Pano pra Manga (1996)
- Letra & música – Ary Barroso (1997) (con Lula Galvao)
- O melhor de Rosa Passos (1997) (best-of compilation)
- Especial Tom Jobim (1998)
- Rosa Passos canta Antonio Carlos Jobim – 40 anos de Bossa Nova (1998)
- Morada do samba (1999)
- Rosa Passos canta Dorival Caymmi (2000)
- Me and My Heart (2001)
- Eu e meu coração (2003)
- Azul (2002)
- Entre amigos (Chesky, 2003) (con Ron Carter)
- Amorosa (2004)
- Rosa por Rosa (2005)
- Rosa (2006)
- Romance (2008)
- É luxo só (2011)
- Samba dobrado (2013)
- Rosa Passos canta Ary, Tom e Caymmi (2015)